# Oshunmare

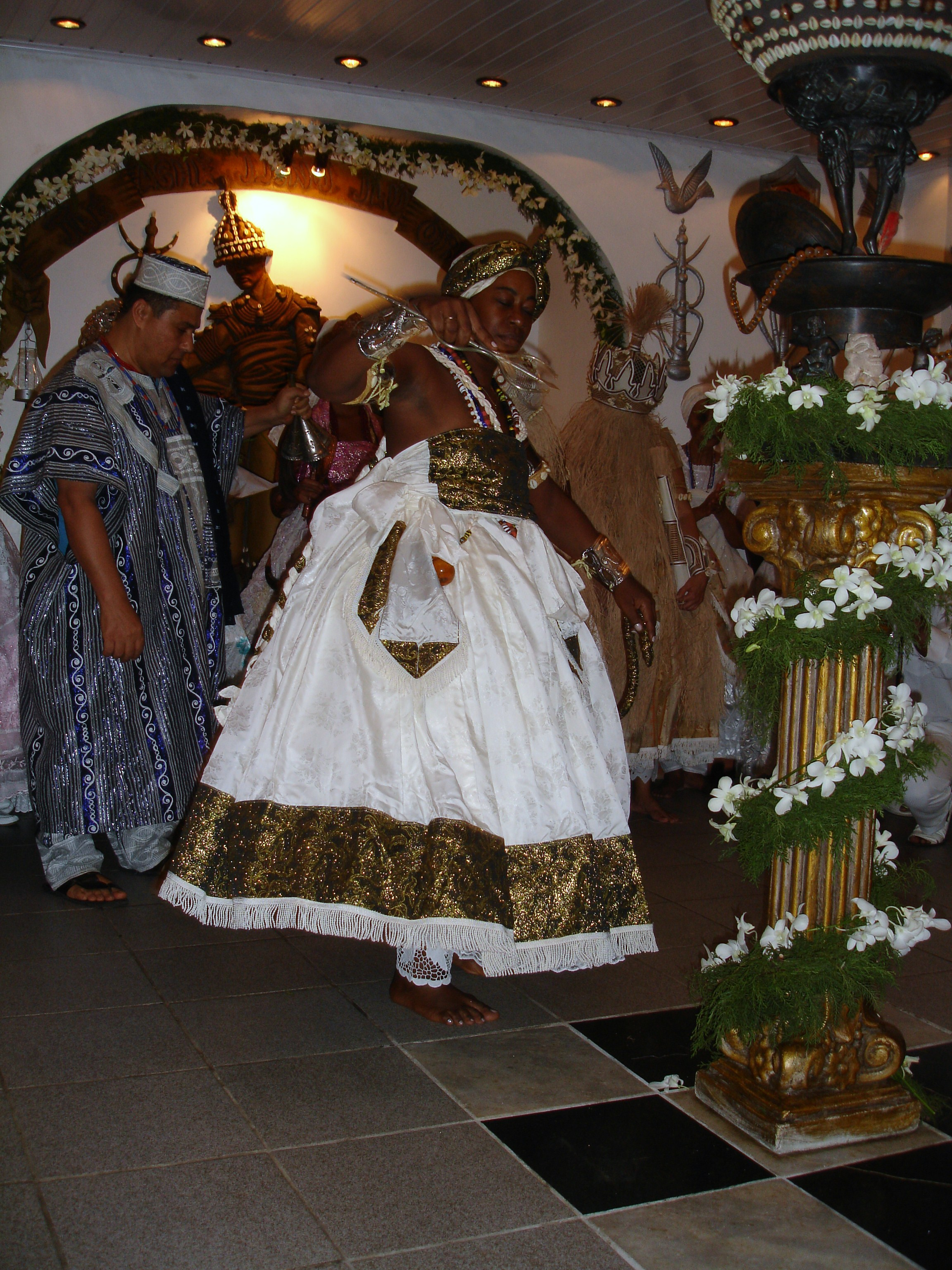
Orixá Oxumare en Candomblé de Bahía

Oshunmare u Oshumare (del idioma yoruba: Òṣùmàrè) es una deidad del Panteón Yoruba, pertenece a la Religión Yoruba. Su culto proviene de territorio Yewe, estuvo en su alza en el siglo XIX, perdiendo valor debido a los pocos que conocían sus secretos. Se dice que ayudó a curar la ceguera de Olodumare, cuando este le ofreció residir en el Orun.

## Características
Es la representación, la unión entre la tierra y el cielo, su equilibrio, balancea la unión entre los hombres y los Orishas, es andrógino, este doble aspecto se hace presente en los colores rojo (masculino) y azul (femenino).
Oshumare, Representa el movimiento, la permanencia y la riqueza. Es ayudante de Shangó, ya que es el encargado de devolver a las nubes, el agua que este envía al mundo a través de la lluvia, y corona de Yemayá. Hijo de Babalú Ayé, hermano de Irokó y de Babalú Ayé.
Oshumare, representa la evaporación del agua, ciclo muy importante debido a que sostiene la vida en la tierra, ya que sin la lluvia y sin retorno a las nubes la vida perecería. Es responsable de la comunicación entre las dos esferas, superior e inferior del cosmos. Guerrero arduo, se le imputa el gobierno de los aires y de algunos fenómenos atmosféricos. Es el cordón umbilical que está sobre su jurisdicción es generalmente enterrado en la placenta, al pie de una mata (Palma) la cual se siembra al nacer la criatura de la nueva vida. La salud dependerá del cuidado que se le dé a esa Palma y se conserve.
La serpiente, es su representante y mensajera, es conocida e invocada con el nombre de Ere por los miembros de la religión yoruba, es una especie de Boa o Pitón, se le atribuye al excremento de este animal virtudes mágicas que otorgan suerte y riquezas al que la encuentra.
Oshumare, asigna la paz a la tierra. Su representante, es el símbolo de la continuidad y la permanencia. Es visualizada como una serpiente circular la cual se muerde su propia cola. Se interpreta en este aspecto como lo que evita que la tierra se destruya o se aniquile. Así, según la creencia si él se debilitara significaría el fin del mundo. Por eso los miembros de la religión yoruba deben ofrendarle sus adimúes como es debido.
Venerados por los Babalawós.

## Atributos
Se le adora a través de Yemayá, sus colores tienen relación con los de Oyá.
Sus Elekes (collares) se confeccionan con 7 cuentas transparentes intercaladas con 11 amarillas y 11 doradas.

## Características de sus hijos
Los identificados con esta deidad como hijos, son ambiciosos y desean por cualquier medio ser ricos. Caracterizados por ser pacientes y perseverantes, raramente son francos y carecen de generosidad.
El éxito suele hacerlos arrogantes y vulgares.